# Donaubühne

Sonnenuntergang bei der Donaubühne Tulln

Die Donaubühne in Tulln ist die größte Flussbühne in Österreich, sie wird ausschließlich in den Sommermonaten bespielt.

## Geschichte
Bereits in den 1980er Jahren gab es eine schwimmende Plattform, die als Bühne genutzt wurde. Seit 1999 existiert die heutige Donaubühne. Die schwimmende Bühne ankert zentrumsnah am Donauufer der Stadt Tulln und wurde vom Architekten Eduard Neversal in enger Zusammenarbeit mit einem Schiffsbauer entwickelt. Im Zuge der Aufbauarbeiten wurde die bereits bestehende Zuschauertribüne am Ufer erweitert.
Unter dem Motto „Vielfalt unter Sternen“ finden seit 2002 Open-Air-Veranstaltungen aus verschiedenen Bereichen statt. Traditionell endet die Veranstaltungsreihe mit dem großen Feuerwerk zur Gartenbaumesse.

## Veranstaltungen

### 2018
- Kurt Ostbahn (Klassenausflug 2018)

### 2016
- Die Seer, Peter Cornelius, Calexico, EAV, Seiler und Speer
- Freier Eintritt:  Jugendsinfonieorchester NÖ, Stadtkapelle Tulln & Nouvelle Cuisine, Ernst Molden, Kindertheater Pipifax Der Regenbogenfisch, Heavy Tuba, The Untouchables, Feuerwerk zur Gartenbaumesse Tulln mit The Meatballs, The Solomons

### 2015
- Die Seer, Smokie, Hubert von Goisern, Otto Schenk & die ungarische Kammerphilharmonie
- Freier Eintritt:  Stadtkapelle Tulln, Andy Lee Lang, Virginia Ernst, Eric Papilayas “Q”,  Theatro Piccolo Amanzi – Wasser, The Blues Brothers Corporation & Band, Skolka, Feuerwerk zur Gartenbaumesse Tulln mit The Meatballs, The Solomons

### 2014
- Earth, Wind & Fire Experience feat. Al McKay, Bobby McFerrin & Friends, Jamie Cullum, Hans Söllner & Bayaman’Sissdem
- Freier Eintritt:  Nouvelle Cuisine & Stadtkapelle Tulln, Wir 4, Andy Baum, Christian Becker & Band, Birgit Denk & Die Novaks, Pasión de Buena Vista, Kindertheater Pipifax Die kleine Raupe Nimmersatt, Feuerwerk zur Gartenbaumesse Tulln mit The Meatballs, The Solomons

### 2013
- Roger Hodgson & Band, Unheilig & Special Guests, Roger Cicero & Band
- Freier Eintritt:  Bananafishbones, Stadtkapelle Tulln, Heavy Tuba, Die Doctors, Theatro Piccolo Ein Stück vom Glück, Stipsits, Bäer & Ganster, Feuerwerk zur Gartenbaumesse Tulln mit The Meatballs, Monti Beton

### 2012
- Status Quo, Der Watzmann,  Nina Hagen & Band, Wolfgang Ambros & die No. 1 vom Wienerwald,  Peter Cornelius & Band
- Freier Eintritt:  Jugendjazzorchester NÖ & BigBand der Musikschule Tulln, Theatro Piccolo Ananas Bananas, Ost West Musikfest, One World Project mit Iyasa, Insingizi und österreichischen Musikern, Harry Ahamer & Band, Feuerwerk zur Gartenbaumesse Tulln mit The Meatballs, Smart doing the Ratpack

### 2011
- Joe Cocker, Die Seer, Hans Söllner
- Freier Eintritt:  Stadtkapelle Tulln, Theatro Piccolo Theos Welt (Kindertheater), José Ritmo & Cacao, Iyasa, mo & die schönste Band von Welt, Die Echten, Feuerwerk zur Gartenbaumesse Tulln mit The Meatballs, Monti Beton

### 2010
- Viktor Gernot & Michael Niavarani, Otto Schenk, Die Paldauer, Uwe Kröger Special Guest: Annemieke van Dam, Yamato – The Drummers of Japan, Rainhard Fendrich & Band
- Freier Eintritt: Theatro Piccolo Wedel & Krebsenspeck (Kindertheater), Stadtkapelle Tulln, Bukowski & Band, Herbstrock, Denk, Hans Theessink Band, Feuerwerk zur Gartenbaumesse Tulln mit The Meatballs, Chris Kaye

### 2009
- Semino Rossi – Simone – Nightfever, Wolfgang Ambros & die No. 1 vom Wienerwald, Comedy Hirten, Die Seer, Christina Stürmer & Band,
- Freier Eintritt:  Harri Stojka gipsysoul, Crossover – Iyasa Zimbabwe & Austrian Friends, Dobrek Bistro, Papermoon, Theatro Piccolo Charlotte Ringlotte (Kindertheater), Die Doctors, Die Echten, Feuerwerk zur Gartenbaumesse Tulln mit The Meatballs, Sorgente, Dorretta Carter

### 2008
- Magic of the Dance, Mick Hucknall, Goran Bregović Wedding Funeral Orchestra, Nik P. & Band, Semino Rossi – Simone – Nightfever – Topsound – Petra Frey – Andy Borg, EAV, Vienna Musical Company mit Maya Hakvoort, Sabine Neibersch, Jesper Tydén und Paul Kribbe
- Freier Eintritt:  Klaus Eckel & Pepi Hopf, Stadtkapelle Tulln & Chöre,  Iyasa, Theatro Piccolo & Friends, Lakis & Achwach, Missy May & Band, Toni Stricker Trio, Jazz Tulln,  Zweitfrau, Marko Simsa & Blechbläserquintett mundARt (Kindertheater), Feuerwerk zur Gartenbaumesse Tulln mit Valerie, The Bad Powells

### 2007
- Alfred Dorfer, The Bellamy Brothers, Semino Rossi –  Claudia Jung – Simone – Nightfever, Lukas Resetarits & Roland Düringer, Jimmy Cliff & Band, Richard Oesterreicher Big Band mit Marianne Mendt und Viktor Gernot, Yamato – The Drummers of Japan, Maya Hakvoort – Sabine Neibersch – Kai Peterson – Andreas Bieber
- Freier Eintritt:  Wiener Männergesang-Verein & Sarajewo Philharmoniker, Theatro Piccolo Zebra – Märchen aus Afrika (Kindertheater), Hans Theessink Band, Festival der Blasmusik, The Rounder Girls,  Timna Brauer & Elias Meiri Ensemble, JazzTulln, Morton – Lisa, Feuerwerk zur Gartenbaumesse Tulln mit Viktor Gernot & His Best Friends, The Meatballs, She Says

### 2006
- Christina Stürmer & Band, Jesus Christ Superstar, Nockalm Quintett – Francine Jordi – Marc Pircher, Konstantin Wecker, Jamie Cullum, Gernot & Niavarani
- Freier Eintritt:  4Xang, Marko Simsa & Safer Six A Cappella Wickie und die singenden Männer (Kindertheater), Sandra Pires, The Slow Club, Festival der Blasmusik, Michael Heltau, Harri Stojka gipsysoul, Edelwijs, Die Echten, Feuerwerk zur Gartenbaumesse Tulln mit Viktor Gernot & His Best Friends, The Meatballs

### 2005
- Otto Schenk & Helmuth Lohner, STS – Opus – Denk, Wolfgang Ambros & die No. 1 vom Wienerwald, Die Seer
- Freier Eintritt:  Nouvelle Cuisine & Musikhauptschule Tulln, Hot Pants Road Club, Goebl & Band, Strangers On Tour, Festival der Blasmusik, Papermoon, Spider Murphy Gang, Monk, Tyler,  Dobrek Bistro, Maria Bill,   Feuerwerk zur Gartenbaumesse Tulln mit Viktor Gernot & His Best Friends, The Meatballs

### 2004
- Alfred Dorfer & Roland Düringer, Stagione d’Opera Italiana Nabucco, Joe Zawinul & the Zawinul Syndicate, Comedy Hirten, Christina Stürmer & Band, Brunner & Brunner, Kabarett Simpl on Tour
- Freier Eintritt:  Festival der Blasmusik, Harrys House, Joni Madden, Theatro Piccolo Charlotte Ringlotte (Kindertheater), Verena, Strauß Ensemble Wien, Urban Ego, Maria Bill, Feuerwerk zur Gartenbaumesse Tulln

### 2003
- Best of Kabarett – Die Landstreich – Ringsgwandl – Alfred Dorfer – Helge Schneider, Van Morrison Support: Candy Dulfer, Evita – das Musical, Jeanette Support: Michael Tschuggnall, Eisbär 80 – Hansi Lang – Minisex – Tom Petting, Marla Glen Support: Les Babacools, Semino Rossi – Simone – Nightfever – Hansi Hinterseer – Monica Martin – Die Paldauer – Andy Borg uvm
- Freier Eintritt:  Dorretta Carter & her Funkmonsters, Stadtkapelle Tulln & Jugendkapelle Tulln, Attwenger, Lakis & Achwach, The Original Brothers, Die Mozartband, Les Derhos’n, Jazz Gitti & Band, Schmetterlinge Kindertheater Die Geggis, Dancehallfieber, Feuerwerk zur Gartenbaumesse Tulln mit Viktor Gernot & Best Friends

### 2002
- Roland Düringer – Josef Hader – Lukas Resetarits, Jestofunk, Kurt Ostbahn, Hans Söllner, Peter Kraus & Band, She loves you …! -  Die Erfolgsstory der Beatles
- Freier Eintritt:  The Cassiddys, Bluatschink, Die Doctors,  Art Schrammeln, Hans Theessink Band, Brasilianische Nacht, Texta, Feuerwerk zur Gartenbaumesse Tulln mit Viktor Gernot & Best Friends